# 大橋淡雅

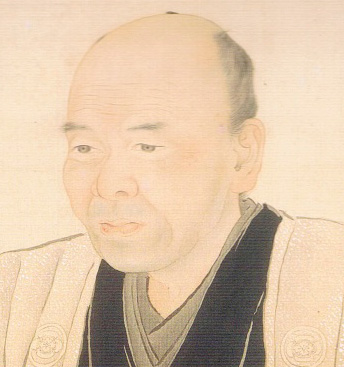
大橋淡雅像（部分）　椿椿山筆

大橋 淡雅（おおはし たんが、天明8年（1788年） - 嘉永6年5月17日（1853年6月23日））は江戸の豪商「佐野屋」主人・初代孝兵衛。略して佐孝とも呼ばれた。書画コレクター・書の鑑定家として知られ渡辺崋山・佐藤一斎などの文人・画人と交遊した。名は知良・字を温卿・通称孝兵衛のち良左衛門。のち長四郎と改名。晩年に淡雅と号した。別号に東海享軒。下野国の生まれ。

## 略歴
下野国都賀郡粟宮村の医師大橋英斎(栄斉)の子として生まれたが、15歳のとき宇都宮の古着商佐野屋を営む菊池家の婿養子となる。1811年に家督を岳父の弟・栄親（佐野屋11代当主、1779-1834）に譲り、江戸に出る。
1814年(文化11年)、26歳のとき岳父孝古（菊池治右衛門）から資財を受けて江戸日本橋元浜町（現日本橋富沢町・日本橋大伝馬町）に佐野屋の分家として別店を出す。以来、20年間商才を発揮して、1834年に真岡晒木綿の販売を開始して大手太物商となり、呉服商・真岡木綿の中継問屋・両替商と事業を拡大。江戸を中心に関東一円に50店以上を持つ豪商となる。
財を成した晩年から書画をコレクションし、書法の鑑定家として知られるようになる。また佐藤一斎・渡辺崋山・椿椿山・立原杏所など文人墨客と盛んに交遊し、同郷の画家高久靄厓を熱心に支援している。明の書家張東海に私淑して草書を能くし東海享軒と号した。
著書『淡雅雑著』では商人の道義と徳を述べ、「余りあれば必ず施し、人を富まして自ら富む」と説いている。事実、天保の大飢饉では惜しみなく私財を投じて救民に尽くした。享年66。谷中天王寺に葬られる。
なお淡雅の妻民子(1795 - 1864)は雅号を倭文舎（しずのや）とし歌人として知られる。歌集『倭文舎集』・紀行文『江の嶋の記』を著した。息子の菊池教中、娘婿の大橋訥庵は勤王家として知られる。娘巻子も歌人として知られ、坂下門外の変で投獄された夫・訥庵と弟・澹如への思いを綴った『夢路日記』は勤王の志士を奮い立たせた。

## 家族
- 実父・大橋栄斎（英斎）藤原知英 ‐ 粟宮村（現・小山市）の医師[2]
- 養父（岳父）・菊池治右衛門（孝古、1776-1814） ‐ 宇都宮の豪商「佐野屋」10代当主[2]。父親は9代当主・満真、母親は英斎の妹・伊与、後妻の宮は英斎の娘で淡雅の姉[4]。
- 妻・民子 ‐ 養父の娘[2]。
- 長女・作 ‐ 宇都宮の佐野屋12代当主・治右衛門（謙次、孝光、1813-1859）の妻となるも18歳で早世[2][4]
- 三女・巻子 ‐ 大橋訥庵の妻[2]
- 四男（嫡子）・菊池教中 ‐ 江戸の佐野屋2代当主・孝兵衛（幸兵衛）[2][5]
  - 長女・久子 ‐ 宇都宮の佐野屋12代治右衛門の二男（四男とも）・政経（初代永之助）を入婿にして本所で質屋を開いたが離縁し、相川文五郎（相川文五郎 (7代)の父）と再婚。[2][4]
  - 長男・菊池長四郎（経政、慧吉、1853-1920） ‐ 江戸の佐野屋3代当主・孝兵衛[2][6]
    - 娘婿・菊池長四郎（晋二、惺堂、1867-1935） ‐ 大橋陶庵（大橋訥庵の娘婿）の長男で、先代長四郎の長女・イトの入婿となり、菊池長四郎を襲名[7][6]

  - 二男・菊池治右衛門（武寛、勇蔵、1856-1896） ‐ 宇都宮の佐野屋14代当主[2][4]
  - 三男・菊池三郎（武文）[4]

## 著作
- 『淡雅雑著』上巻「保福秘訣」・中巻「富貴自在」